# Bourg-des-Comptes
Bourg-des-Comptes es una localidad y comuna francesa en la región administrativa de Bretaña, en el departamento de Ille y Vilaine, en el distrito de Redon y cantón de Guichen.

## Demografía
| 1 442 | 1 362 | 1 392 | 1 556 | 1 662 | 1 747 | 1 696 | 1 700 | 1 628 | 1 665 | 1 666 | 1 643 | 1 625 | 1 756 | 1 777 | 1 819 | 1 710 | 1 635 | 1 591 | 1 474 | 1 203 | 1 120 | 1 120 | 1 103 | 1 076 | 1 024 | 1 039 | 1 071 | 1 214 | 1 463 | 1 727 | 2 007 | 2 460 |
| Para los censos de 1962 a 1999 la población legal corresponde a la población sin duplicidades (Fuente: INSEE [Consultar]) |       |       |       |       |       |       |       |       |       |       |       |       |       |       |       |       |       |       |       |       |       |       |       |       |       |       |       |       |       |       |       |       |